# 瓦迪傑馬 (埃利贊省)
35°47′50″N 0°40′53″E / 35.79722°N 0.68139°E

瓦迪傑馬（阿拉伯语：‎），是阿爾及利亞的城鎮，位於該國西北部埃利贊省，由哈馬德納區負責管轄，面積180平方公里，海拔高度70米，2008年人口23,480人，人口密度每平方公里131人。